# A.S. Watson Group
The A.S. Watson Group (также A.S. Watson Group (Hong Kong) Ltd., A.S. Watson или ASW) — крупнейшая в Азии и Европе розничная компания, специализирующаяся на товарах для здоровья, красоты и домашнего хозяйства (лекарства, парфюмерия, косметика, средства ухода за волосами и ротовой полостью, моющие средства, туалетные принадлежности). Также дочерние структуры A.S. Watson Group продают продукты питания, безалкогольные напитки, вина и электронику. Управляет более чем 15 тыс. магазинами в 25 странах мира, которые обслуживают свыше 28 млн клиентов в неделю. Ежегодно более 4 млрд клиентов совершают покупки в торговых точках A.S. Watson Group или через сайты компании. 
Главная штаб-квартира A.S. Watson Group расположена в Гонконге (Watson House в округе Сатхинь), а европейские штаб-квартиры — в Лондоне, Ренсвуде (Нидерланды) и Цюрихе. 75 % акций компании принадлежат многопрофильной гонконгской группе CK Hutchison Holdings, а оставшиеся 25 % — сингапурской инвестиционной группе Temasek Holdings. В A.S. Watson Group работает свыше 140 000 сотрудников, в том числе почти 13 тыс. в Гонконге.

## История

### XIX век
В 1828 году в Кантоне появилась небольшая амбулатория, которая оказывала бесплатные медицинские консультации и продавала газированную воду. В 1841 году компания перебралась в соседний Гонконг и стала называться The Hong Kong Dispensary. В 1858 году к совладельцам Александру Андерсону и Питеру Янгу в качестве менеджера присоединился британский фармацевт Александр Скирвинг Уотсон. В честь него с 1862 года компания стала использовать также название A.S. Watson. В 1869 году клиентами Hong Kong Dispensary стали британский губернатор Гонконга и герцог Эдинбургский.
В 1871 году Hong Kong Dispensary официально стала работать под именем A.S. Watson & Company. В 1870-х годах A.S. Watson учредила стипендии для учеников местной медицинской школы. Позже одним из получателей этой стипендии был Сунь Ятсен, учившийся в Гонконге. В 1883 году A.S. Watson расширила свои операции на материковый Китай, а в 1884 году открыла в Маниле аптеку и фабрику прохладительных напитков. В 1886 году A.S. Watson становится 15-й компанией, зарегистрированной в Регистре компаний Гонконга (к тому моменту она уже имела фабрику в Гонконге на Стэнли-стрит).
По состоянию на 1895 год компания A.S. Watson управляла 35 магазинами и производила прохладительные напитки, медицинские препараты, туалетные принадлежности и парфюмерию.

### Первая половина XX века
В 1903 году было основано предприятие Watsons Water, поставлявшее бутилированную воду на рынки Гонконга и Китая. В 1910 году A.S. Watson закрыла свои филиалы в Китае и на Филиппинах. В 1937 году в связи с японским вторжением компания была вынуждена прекратить все свои операции в материковом Китае. В 1941 году A.S. Watson праздновала своё столетие, а вскоре японцы оккупировали Гонконг. Лишь 1 сентября 1945 года компания возобновила свою деятельность в освобождённой британской колонии.

### Вторая половина XX века

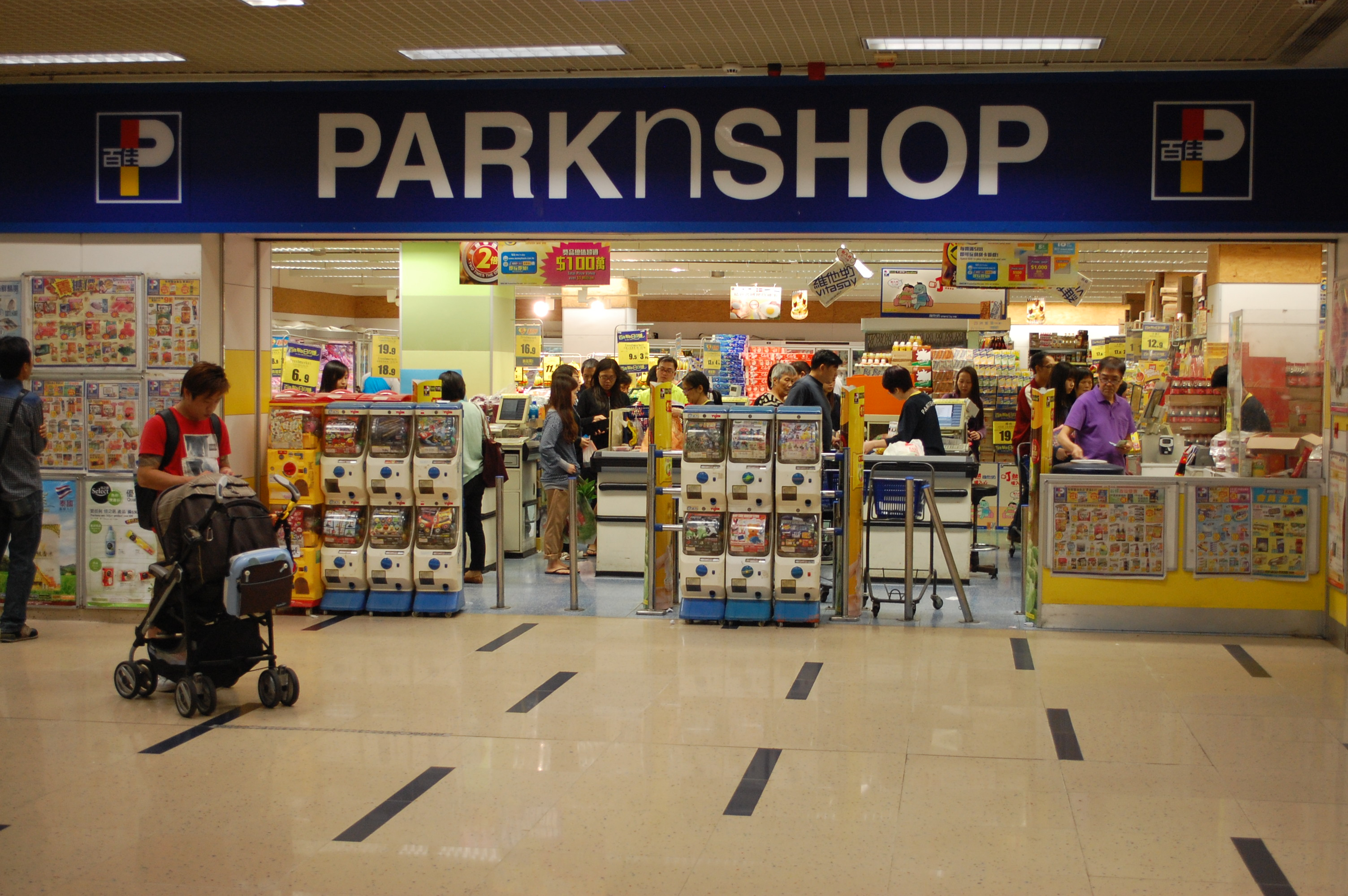
Супермаркет PARKnSHOP в Гонконге

В 1963 году контрольный пакет акций A.S. Watson & Co. купила гонконгская Hutchison Group. В 1972 году A.S. Watson открыла первый супермаркет сети PARKnSHOP. В 1973 году компания купила магазины игрушек Peter Pan и запустила марку мороженого Mountain Cream. В 1981 году A.S. Watson, управлявшая  на тот момент сетью из 75 магазинов, стала полностью принадлежать Hutchison Group. В 1987 году A.S. Watson расширила свои операции на Тайвань, в 1988 году — на Макао и Сингапур, в 1989 году вернулась на рынок материкового Китая. В 1990 году в состав A.S. Watson вошла сеть магазинов электроники Fortress.
В 1994 году A.S. Watson открыла производство воды в Пекине и начала работать в Малайзии, а в 1996 году — в Таиланде. В 1997 году Watsons Water купила компанию Shanghai Sparkling Drinking Water (Шанхай). В 1998 году сеть Fortress открыла свой первый магазин на Тайване, в Гонконге открылся первый винный магазин сети Watson’s Wine, а Watsons Water вышла на рынок бутилированной воды Европы. В 1999 году A.S. Watson продала свой бизнес мороженого в Гонконге, Гуанчжоу и Шанхае компании Unilever. В 2000 году A.S. Watson приобрела крупную британскую сеть магазинов красоты и здоровья Savers.

### XXI век
В 2001 году Watson’s Wine вышла на рынок Западной Европы и купила крупного швейцарского винного дистрибьютора Badaracco SA. Осенью 2002 года A.S. Watson приобрела голландскую группу Kruidvat Holding, которая контролировала розничные сети красоты, здоровья и парфюмерии Kruidvat, Trekpleister, ICI Paris XL и Superdrug.
В 2003 году Watsons Water продала своё европейское подразделение швейцарской группе Nestlé Waters, а сеть Watsons открыла в Пасифик-плейс свой первый в Азии магазин третьего поколения. В 2004 году A.S. Watson купила сеть магазинов красоты и здоровья Drogas в Прибалтике, сеть аптек Apex Pharmacy в Малайзии и 40 % акций германской сети Rossmann, которая насчитывала 786 магазинов. Кроме того, в 2004 году A.S. Watson запустила в Гонконге первый супермаркет сети Taste.
В 2005 году сеть Watsons открыла 300-й магазин на Тайване, 100-й магазин в материковом Китае и первый магазин в Южной Корее. Кроме того, A.S. Watson купила турецкую сеть магазинов Cosmo, британскую сеть магазинов Merchant Retail Group, российскую сеть магазинов Spektr и французскую сеть магазинов Marionnaud Parfumeries (третья по величине парфюмерная сеть Европы, имевшая магазины в 11 странах). В 2006 году сеть Watsons открыла свой 200-й магазин в материковом Китае и первый магазин в Индонезии; также A.S. Watson Group приобрела свыше 100 магазинов крупнейшей украинской сети красоты и здоровья «DЦ».
В 2007 году Watsons Water запустила свою сеть кофе-автоматов в офисах Гонконга. В 2009 году сеть Rossmann открыла свой 2000-й магазин в странах Центральной Европы, а сеть Watsons открыла свой 500-й магазин в Китае. В 2011 году был проведён ребрендинг украинской сети «DЦ», которую переименовали в Watsons, а в Китае сеть Watsons открыла свой 1000-й магазин. В 2012 году сеть ICI Paris XL открыла свой первый парфюмерный магазин в Германии, а сеть Kruidvat — свой 1000-й магазин в странах Бенилюкса; A.S. Watson запустила в Чэнду первый супермаркет новой сети GREAT, а в Гонконге — первый супермаркет сети SU-PA-DE-PA.  
В 2013 году A.S. Watson открыла свой 10 000-й магазин; сеть Watsons запустила новые форматы — магазины красоты MUSE в Малайзии и детские магазины Watsons Baby в Гонконге. Весной 2014 года Hutchison Whampoa продала почти 25 % акций A.S. Watson Group за 44 млрд гонконгских долларов (около 6 млрд долларов США) сингапурской государственной инвестиционной группе Temasek Holdings. В 2015 году A.S. Watson открыла свой 12 000-й магазин, а в 2016 году — 13 000-й. Кроме того, в 2016 году число участников системы лояльности A.S. Watson превысило 120 млн человек, а сеть Watsons открыла в Китае свой 2800-й магазин.
В 2016 году выручка A.S. Watson составила 151,5 млрд гонконгских долларов или почти 19,4 млрд долларов США.

## Рынки и бренды
A.S. Watson Group присутствует на рынках 24 стран и регионов мира: в Китае, Гонконге, Макао, на Тайване и Филиппинах, в Таиланде, Малайзии, Сингапуре, Индонезии, Турции, Украине, России, Латвии, Литве, Польше, Чехии, Венгрии, Албании, Германии, Люксембурге, Нидерландах, Бельгии, Великобритании, Ирландии.
- Watsons является крупнейшей в Азии сетью красоты и здоровья, которая управляет более чем 6 800 магазинами и более чем 1 500 аптеками. Магазины Watsons присутствуют в Китае, Гонконге, Макао, на Тайване и Филиппинах, в Таиланде, Малайзии, Сингапуре, Индонезии, Турции, Украине и России (в Китае и Украине Watsons является крупнейшей сетью красоты и здоровья, также Watsons — крупнейшая сеть аптек Китая, которая занимает около 20 % рынка)[15][14][12].

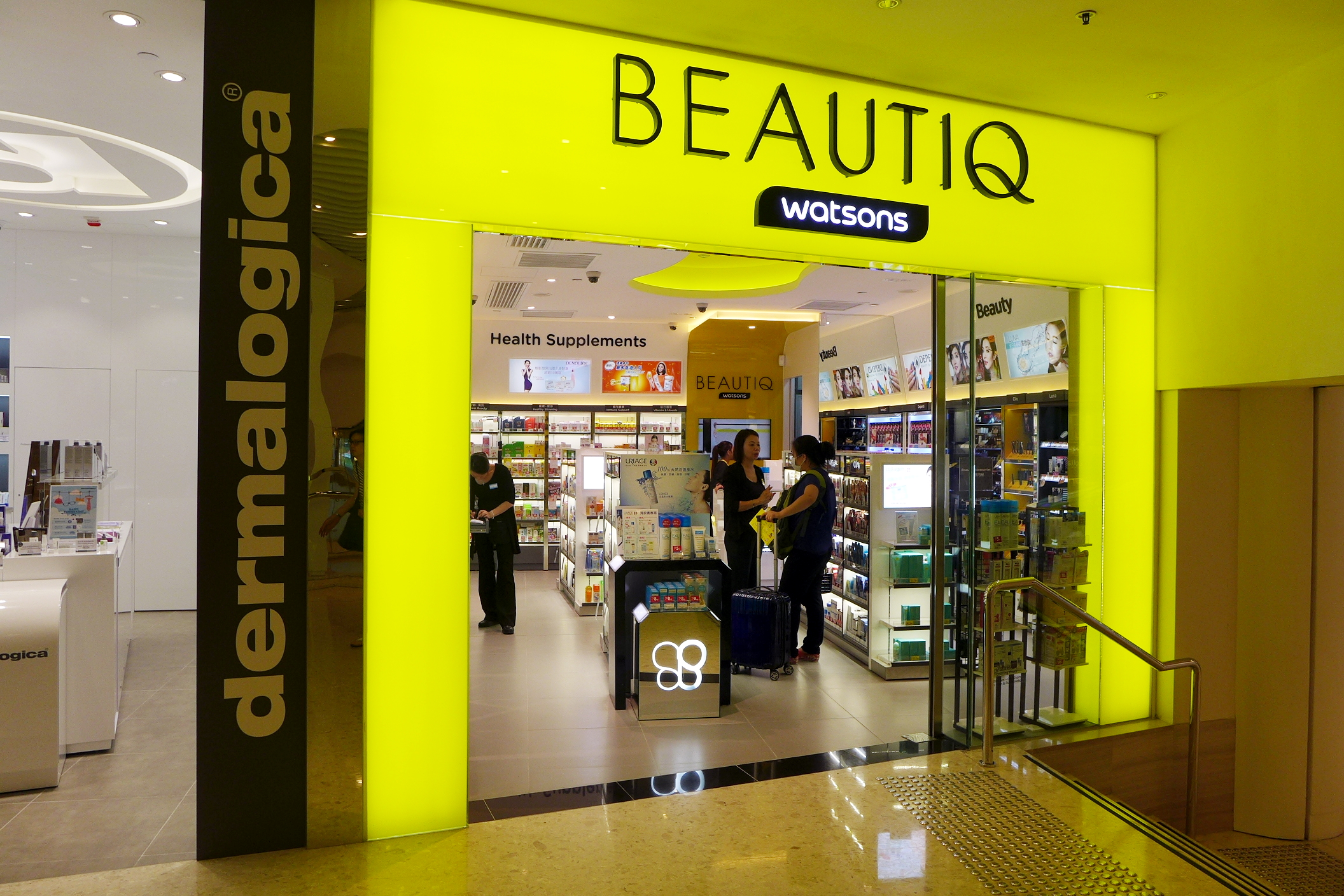
Гонконг
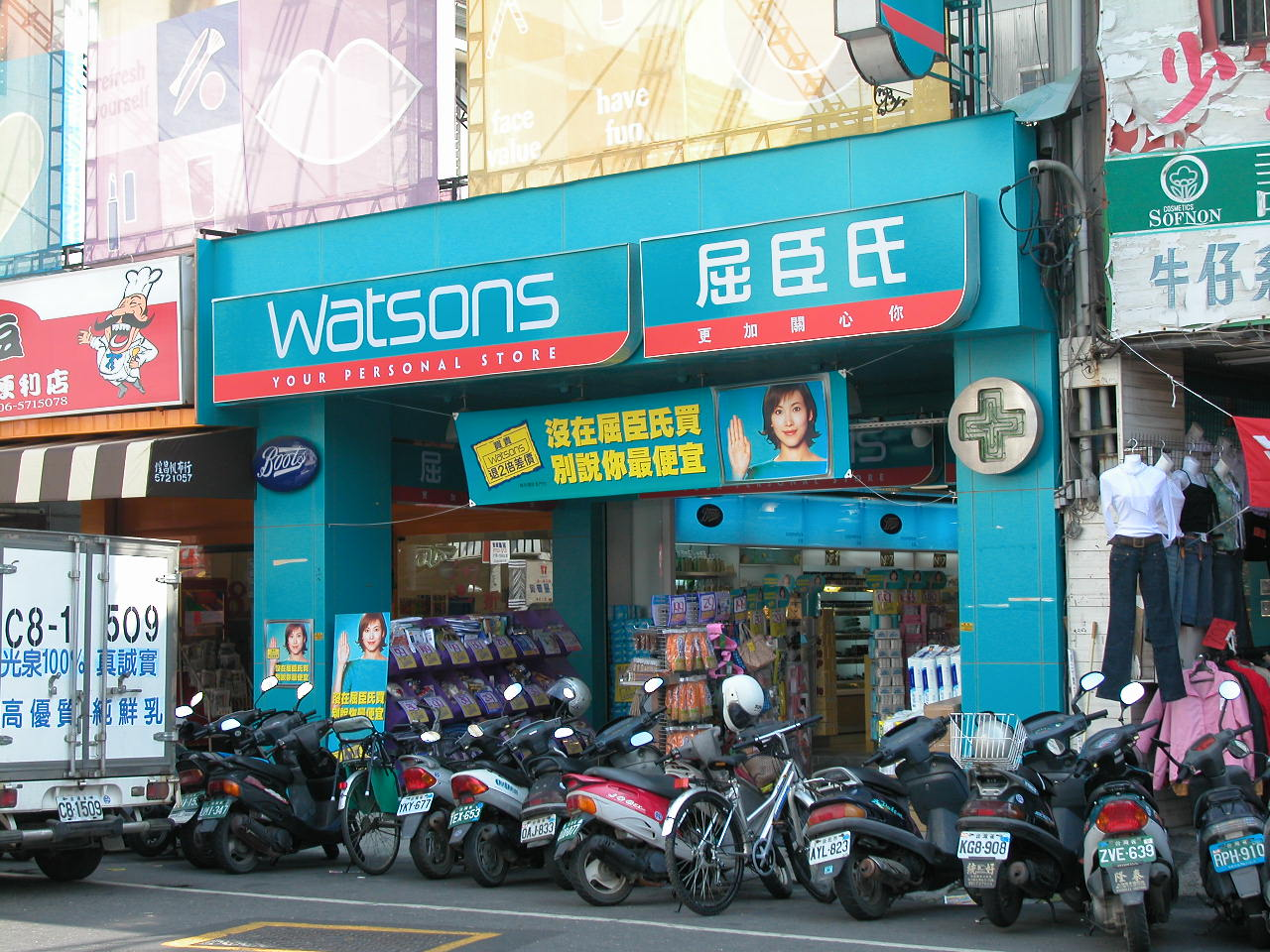
Тайвань
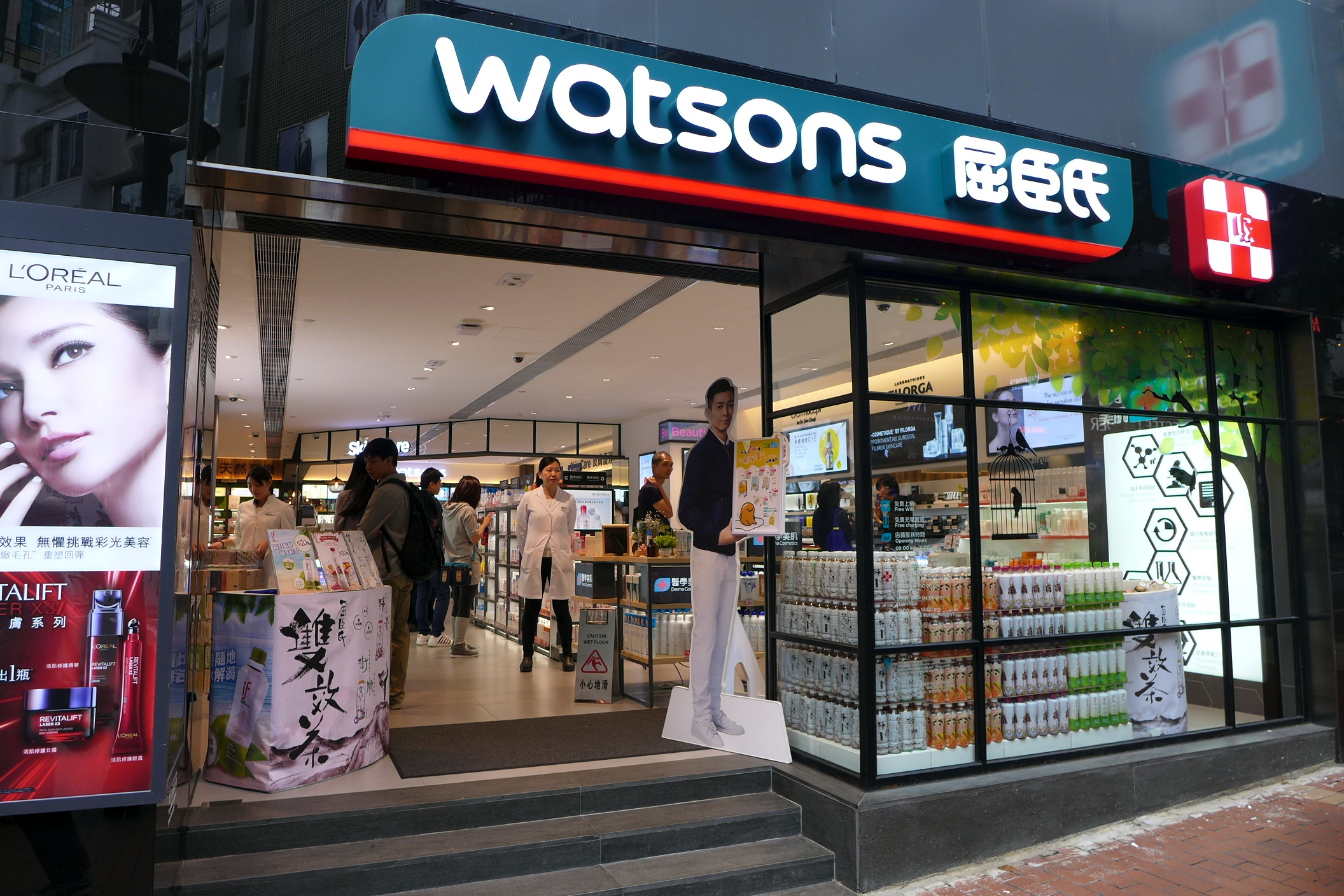
Гонконг
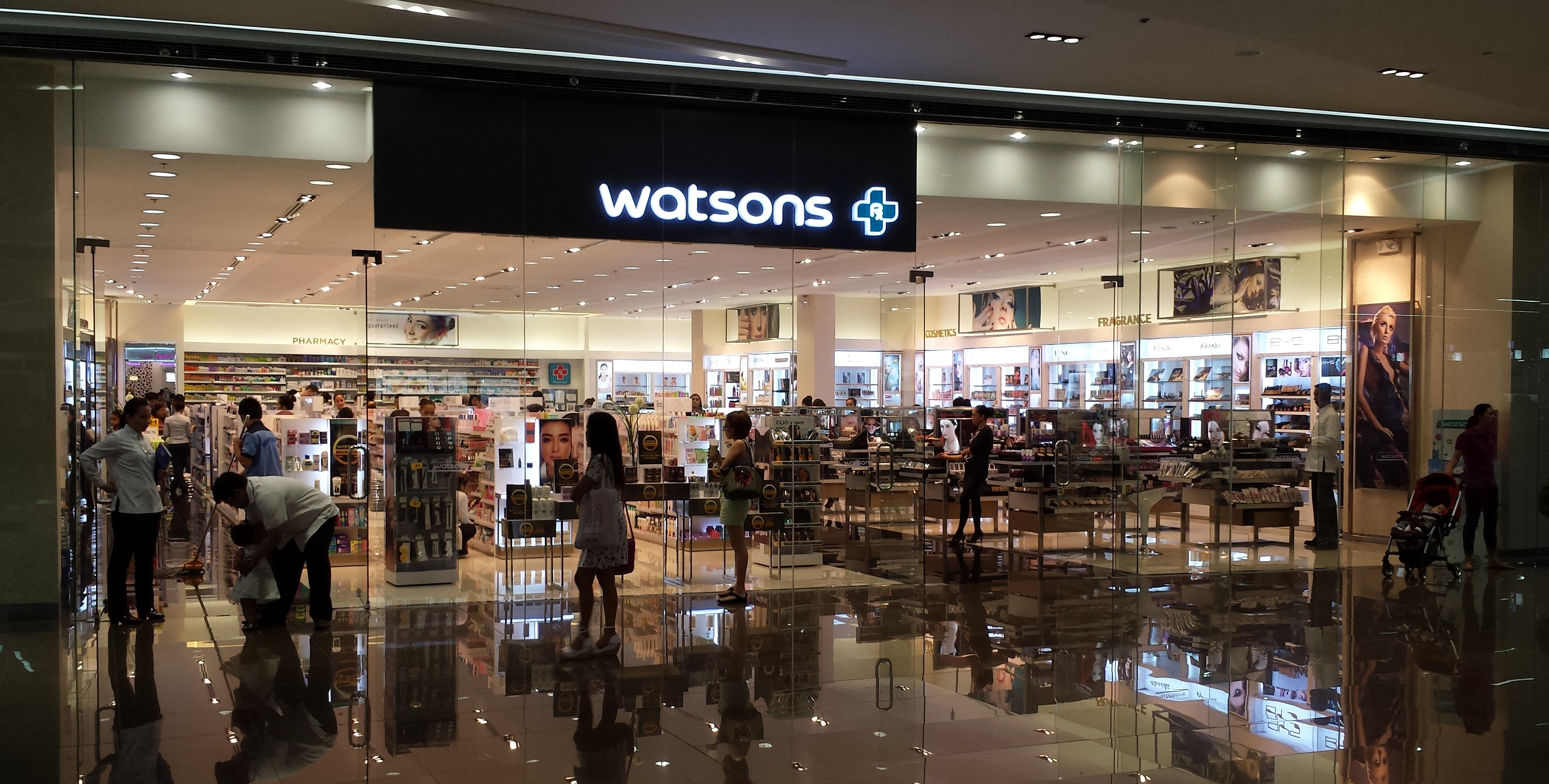
Филиппины
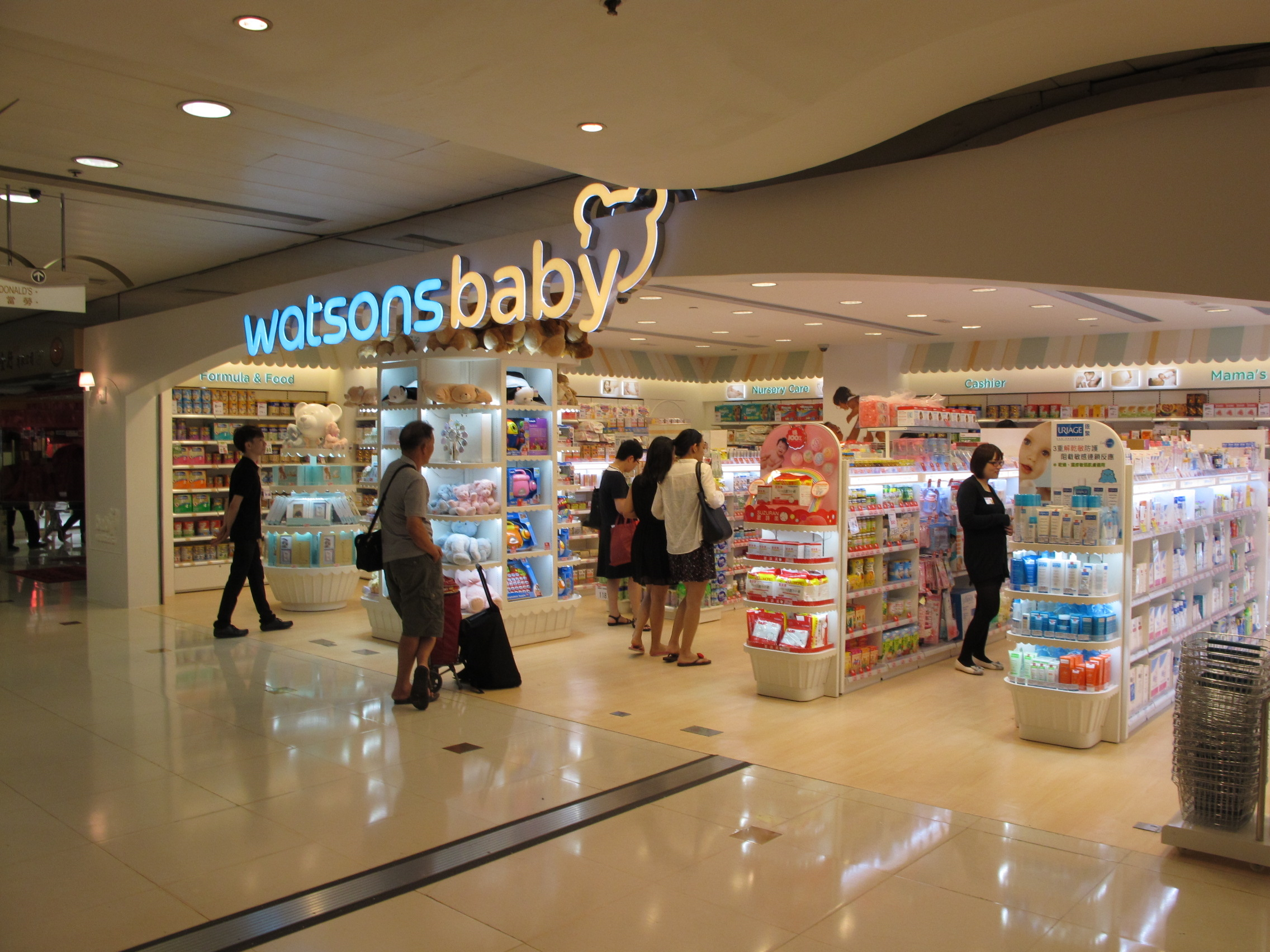
Гонконг

- В Великобритании и Ирландии работает более 870 магазинов и аптек Superdrug[16], а также более 250 парфюмерно-косметических магазинов The Perfume Shop (это крупнейшая парфюмерная сеть Великобритании)[17][18].

- В Великобритании работает более 240 магазинов красоты и здоровья Savers[19][20].

- В Нидерландах и Бельгии работает более 1000 магазинов красоты и здоровья Kruidvat. В Нидерландах Kruidvat является крупнейшей сетью аптек[21].

- В Нидерландах работает более 180 магазинов и аптек Trekpleister[22].

- В Нидерландах, Бельгии, Люксембурге и Германии работает более 280 парфюмерно-косметических магазинов ICI Paris XL (это крупнейшая парфюмерная сеть Бенилюкса)[23].

- В Германии, Польше, Чехии, Венгрии и Албании работает более 3100 магазинов красоты и здоровья Rossmann, в которых занято 38 000 сотрудников[24].

- В Латвии и Литве работает более 140 магазинов красоты и здоровья Drogas[25].

- Во Франции, Испании, Португалии, Швейцарии, Италии, Австрии, Венгрии, Румынии, Чехии, Словакии и Польше работает свыше 500 парфюмерно-косметических магазинов сети Marionnaud (это третья по величине парфюмерная сеть Европы после Sephora и Douglas)[26][27].

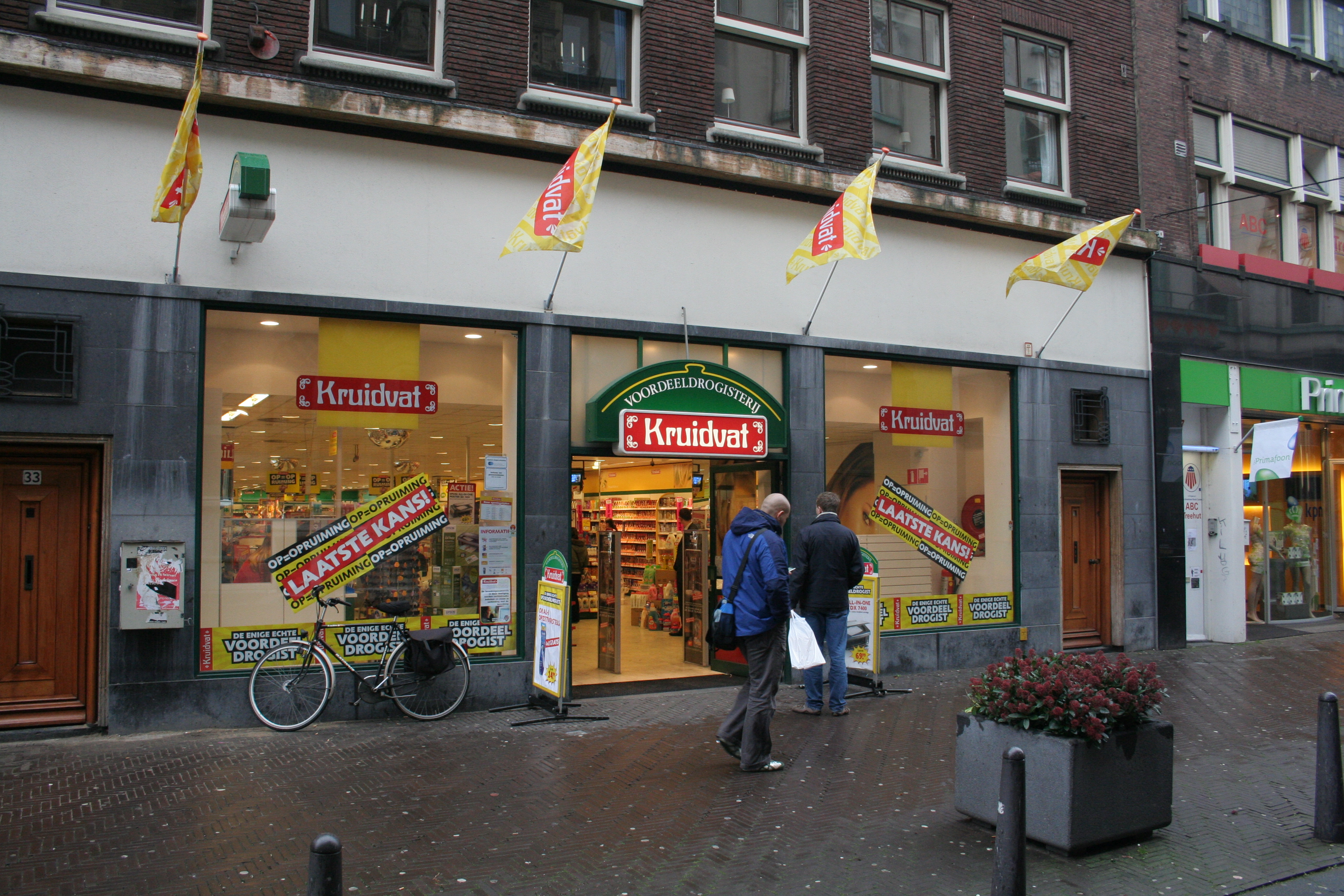
Kruidvat
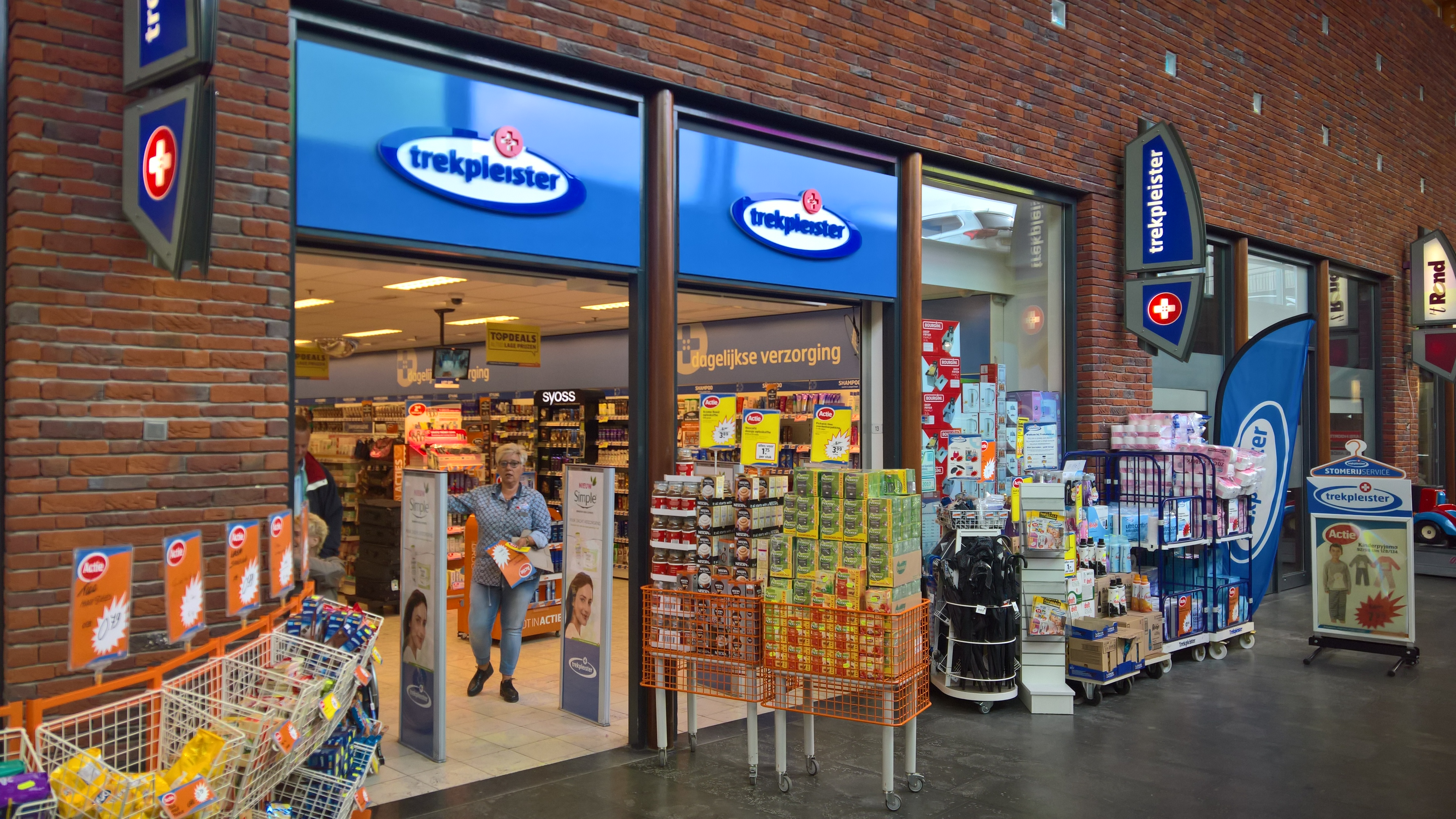
Trekpleister
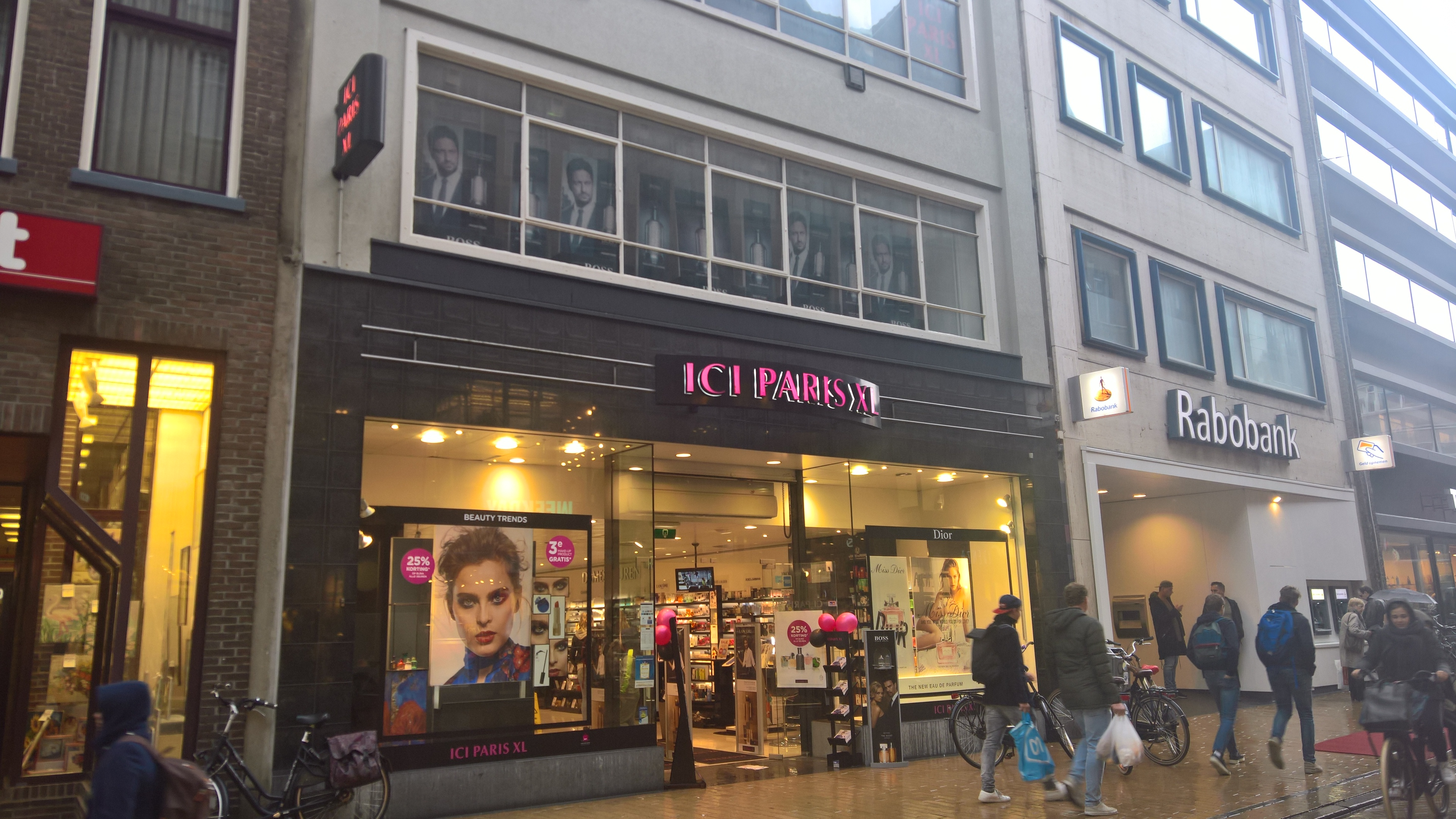
ICI Paris XL
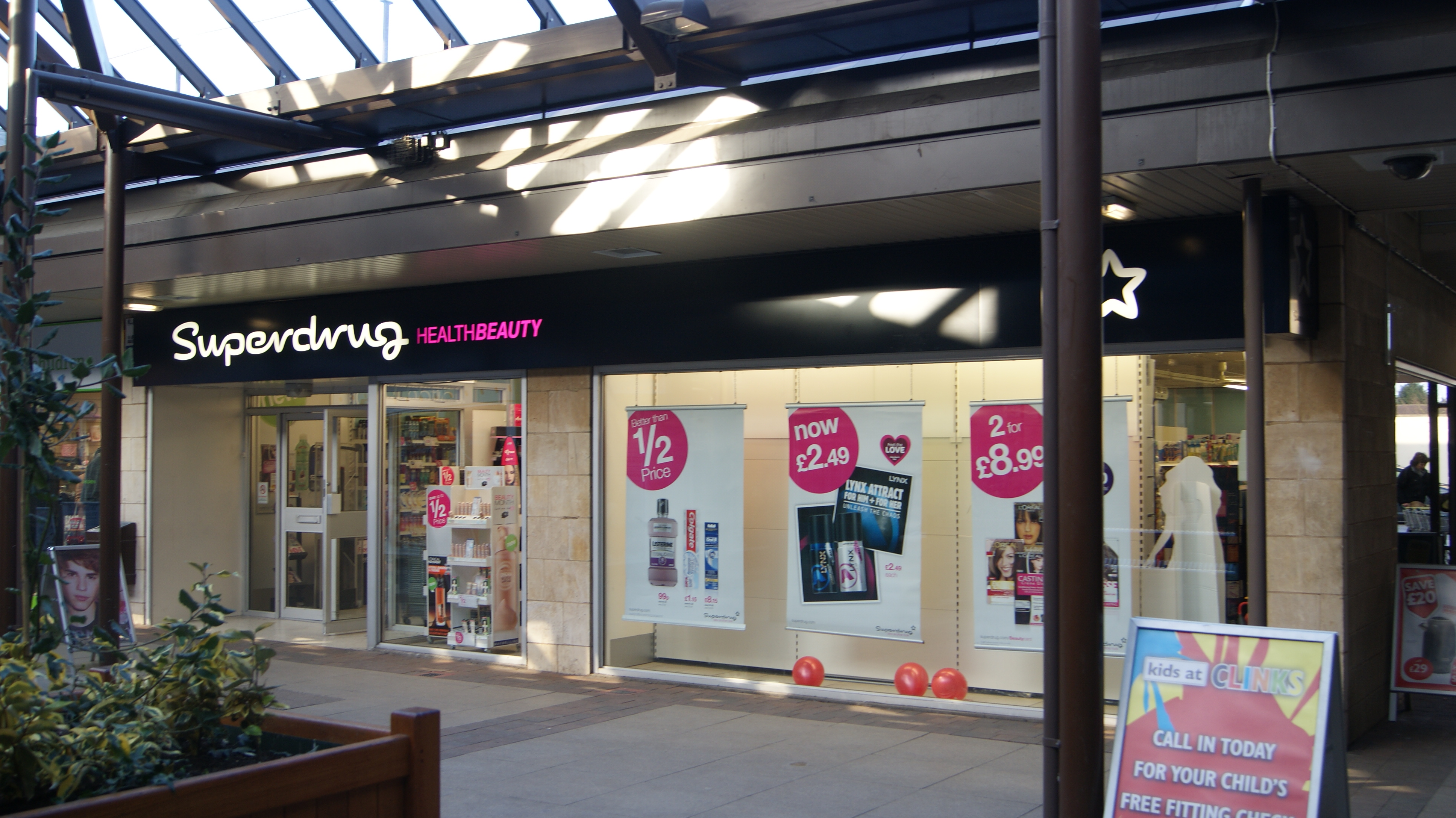
Superdrug
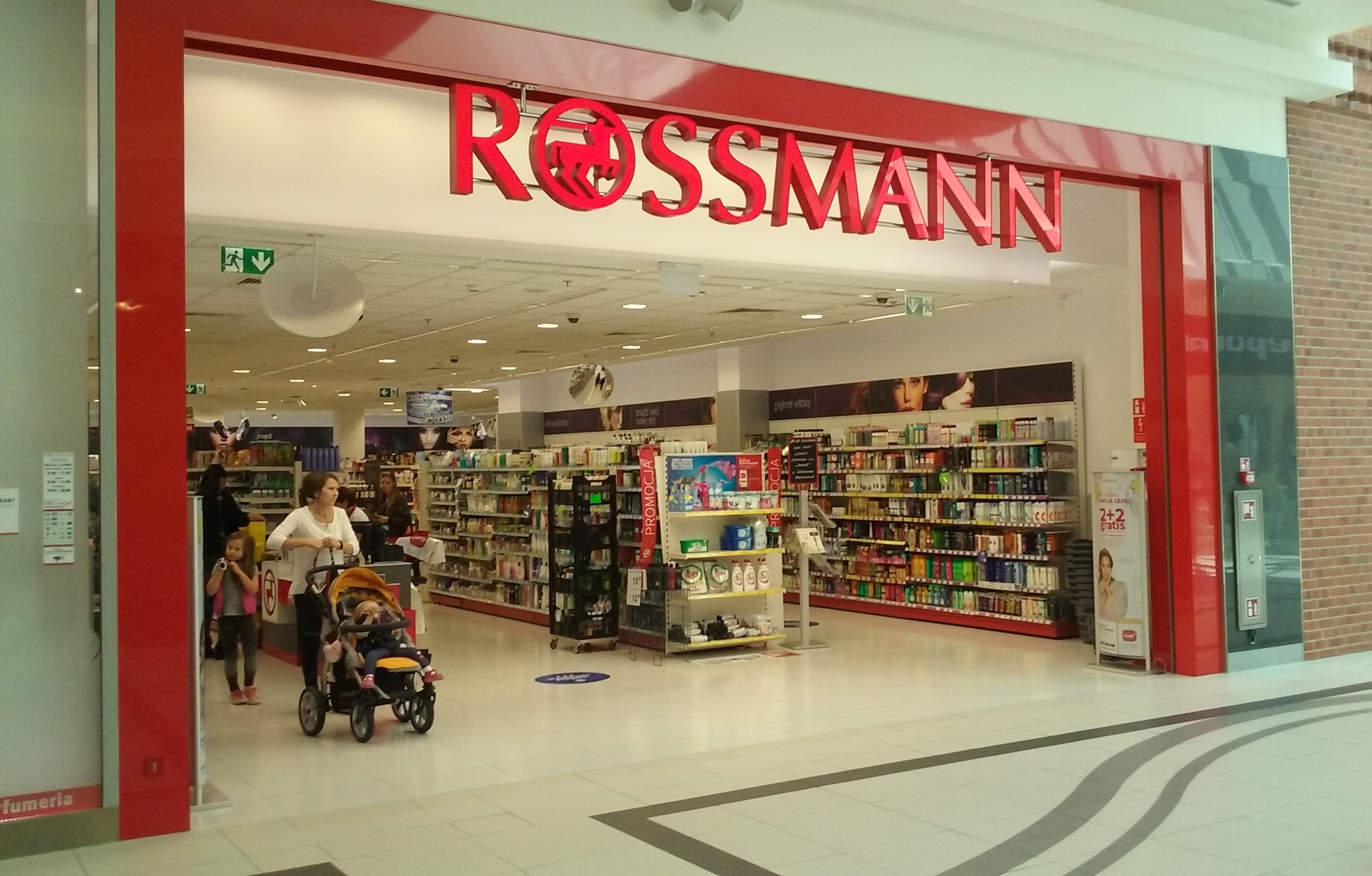
Rossmann

- В Гонконге, Макао и материковом Китае работает более 340 продуктовых супермаркетов PARKnSHOP[28].

- В Гонконге работает 10 супермаркетов TASTE и ещё один — в Гуанчжоу[29]. Также в Гонконге работает элитный продуктовый супермаркет Great Food Hall[30] и сети продуктовых супермаркетов Fusion[31] и SU-PA-DE-PA[32].

- В Гонконге и Макао работает более 90 магазинов электроники Fortress (крупнейшая в Гонконге розничная сеть электроники)[33].

- Компания Watson’s Wine является крупнейшим дистрибьютором вина в Гонконге и Макао, она владеет сетью из более чем 30 винных магазинов и нескольких баров[20][34].

- В Гонконге у A.S. Watson Group есть несколько магазинов нового формата, которые объединяют под одной крышей различные розничные бренды компании, например, продуктовый отдел, отдел красоты и здоровья, отдел электроники и винный бар[35].

- Компания Watsons Water производит бутилированную воду на своих заводах Гонконге, Гуанчжоу, Шанхае и Пекине, а также занимается дистрибуцией воды марок Spa, San Benedetto и Pierval[36][37]. Watsons Water выступает одним из спонсоров Гран-при Макао и Hong Kong Tennis Classic. Кроме того, A.S. Watson Group производит в Гонконге и Китае соки под маркой Mr. Juicy[38], а также соки и прохладительные напитки под маркой Sunkist[39].

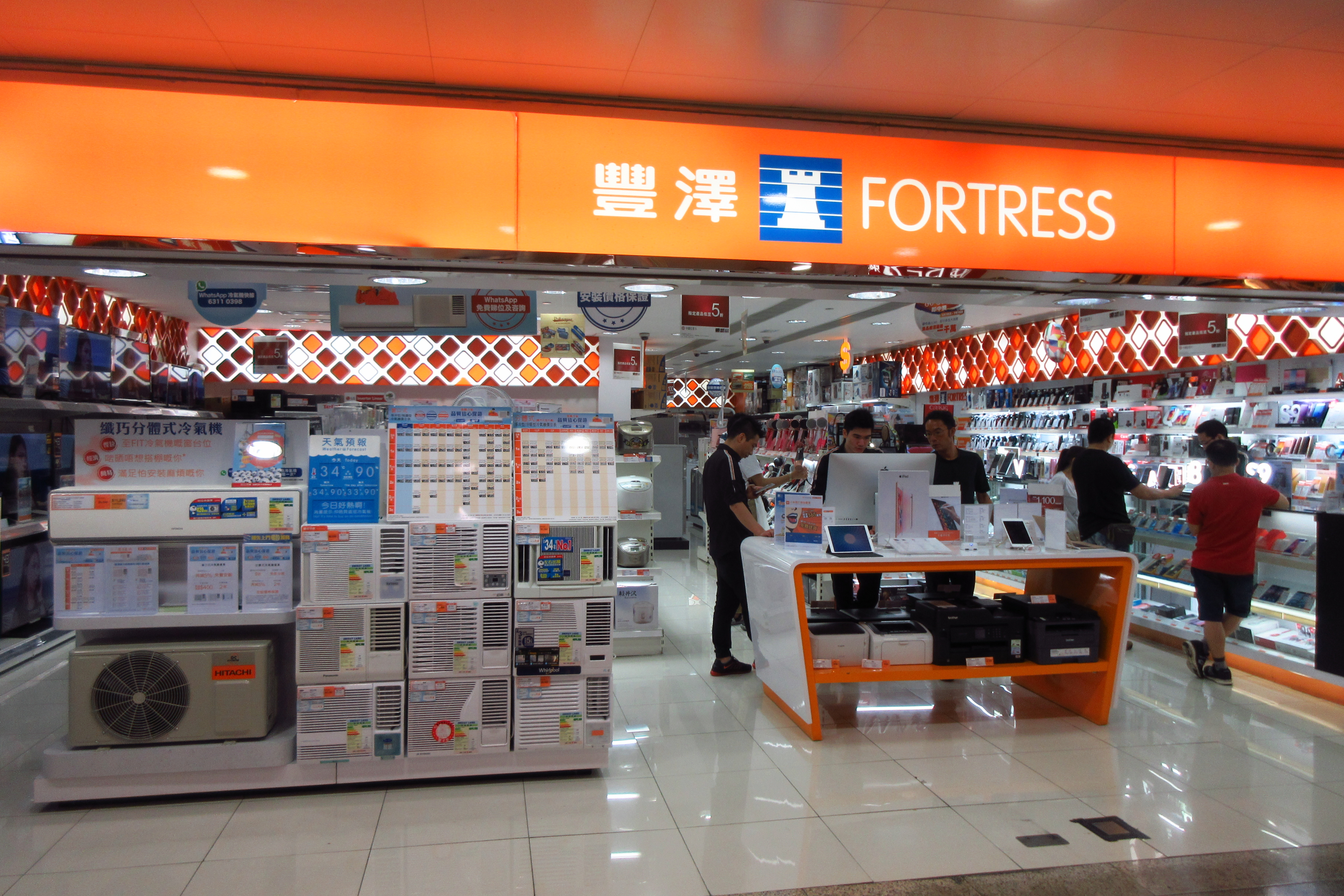
Fortress
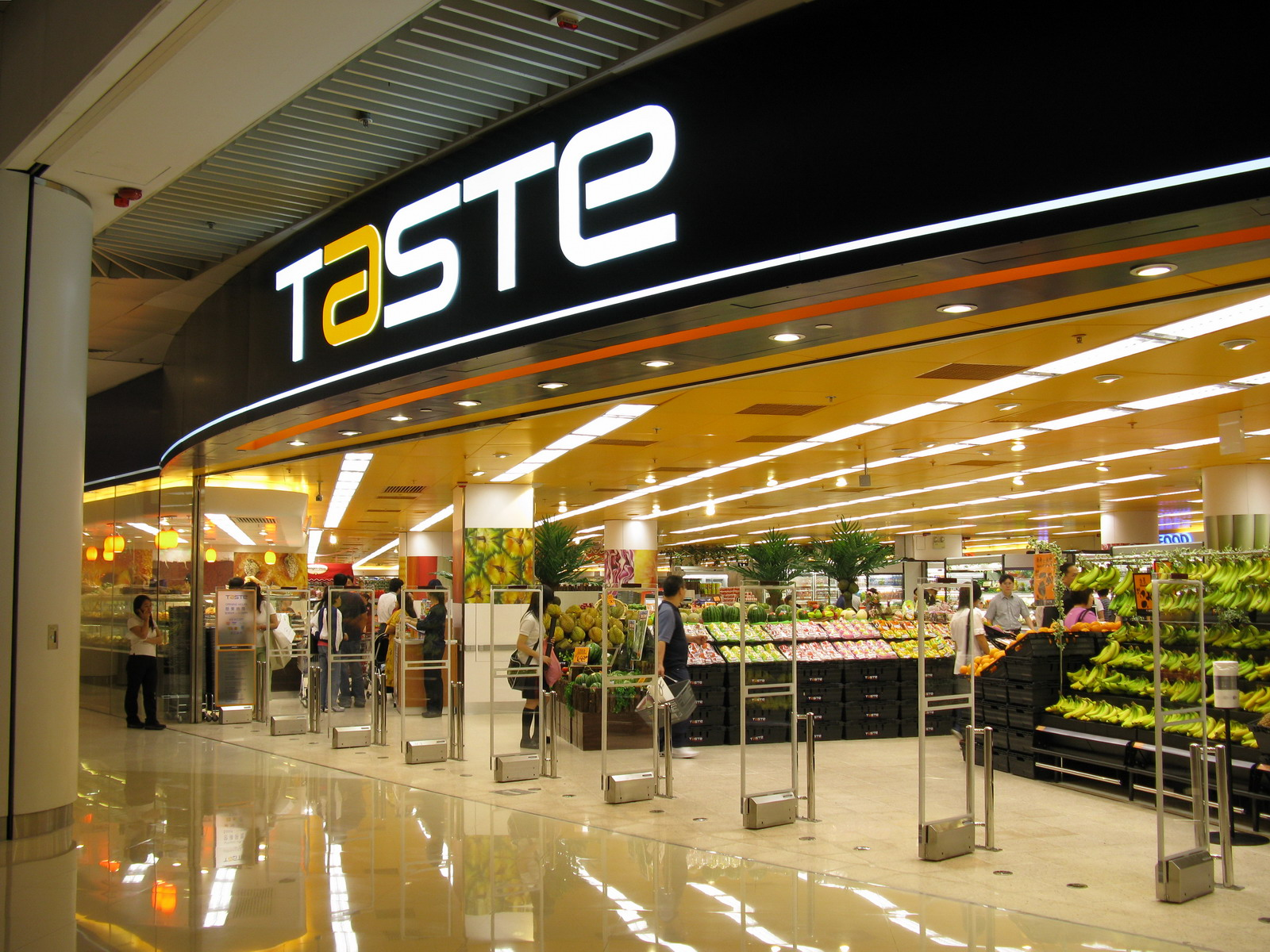
Taste
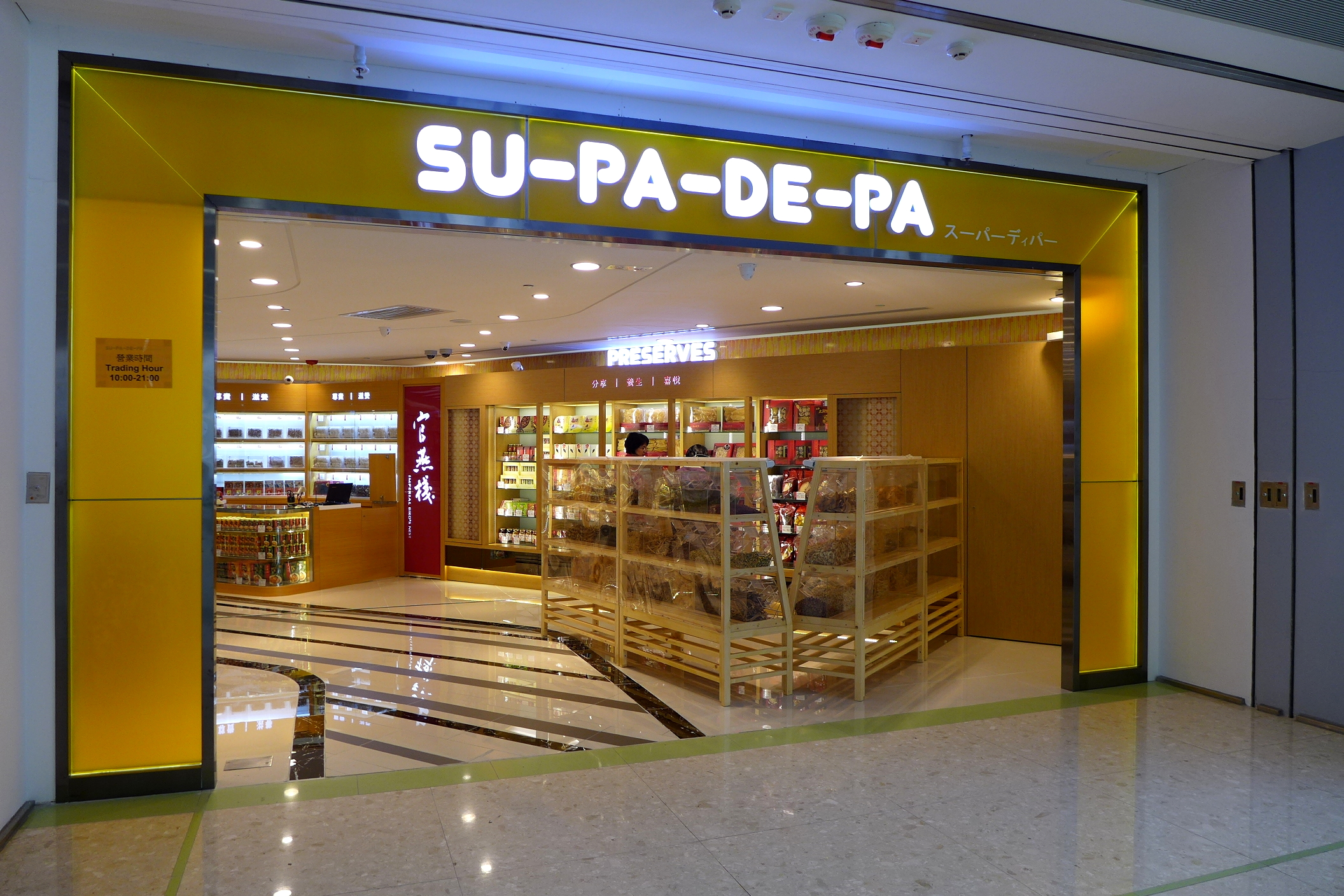
SU-PA-DE-PA
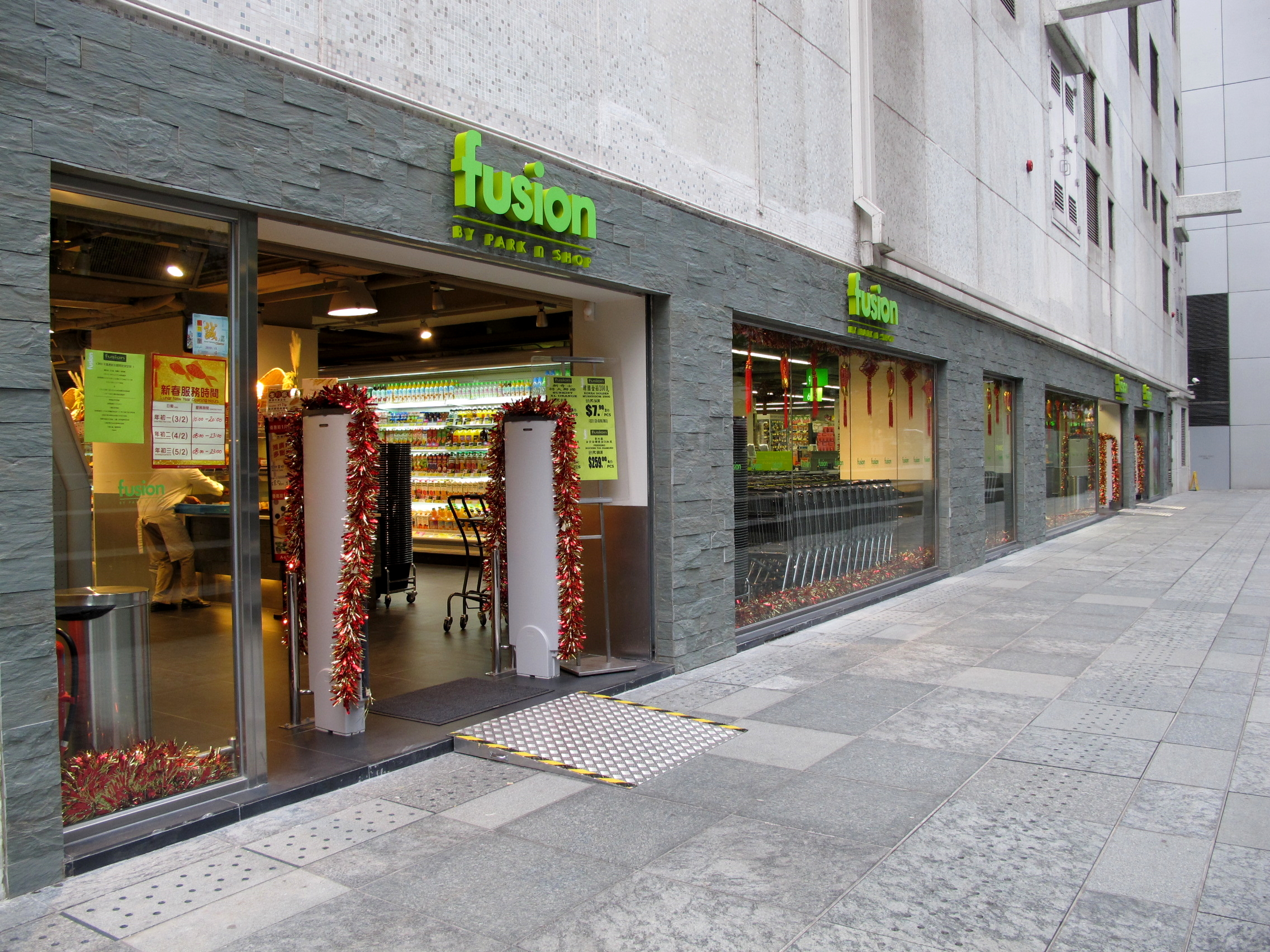
Fusion
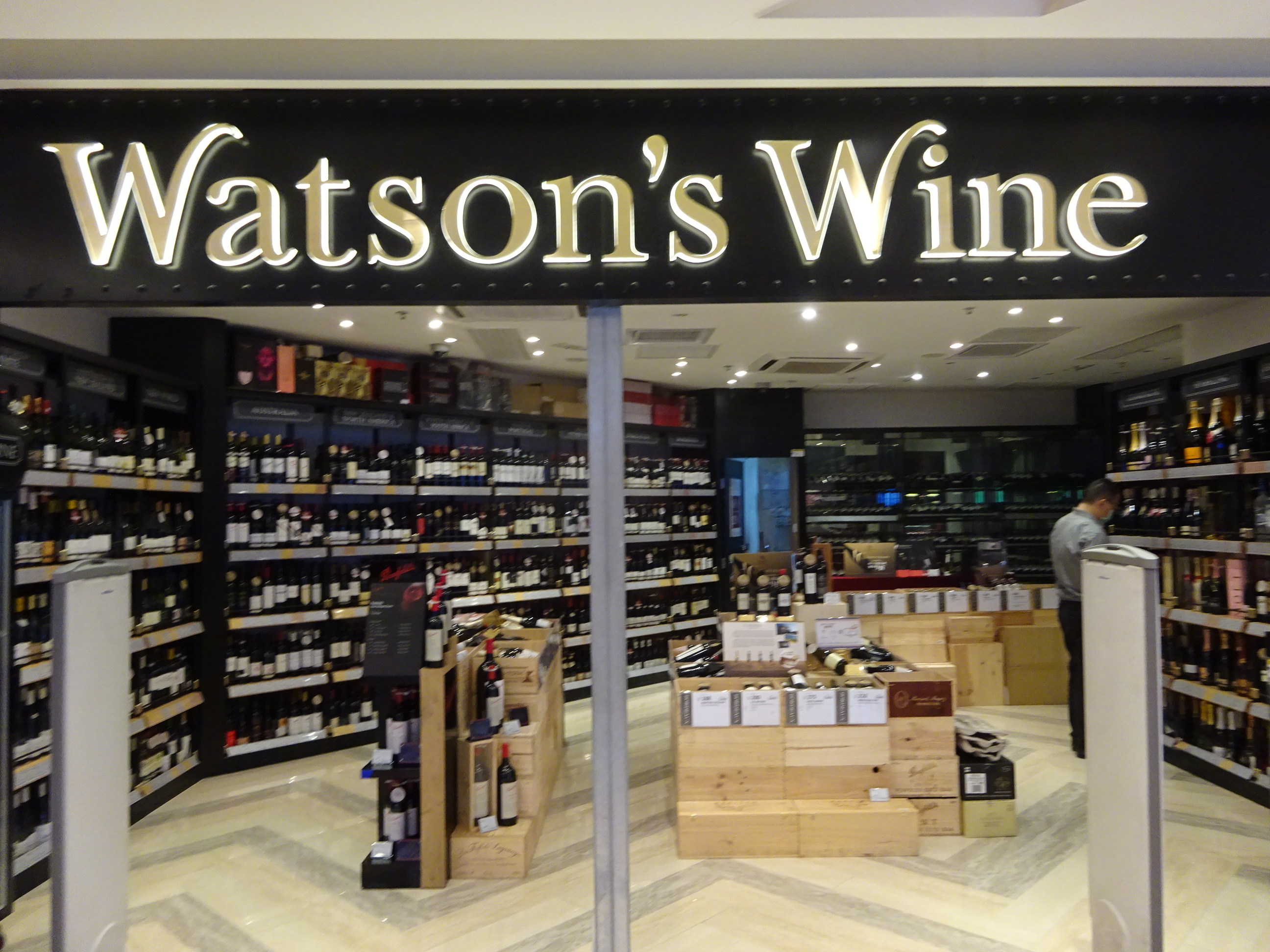
Watson's Wine